# Kanton Agen-Nord-Est
Der Kanton Agen-Nord-Est war von 1985 bis 2015 ein französischer Wahlkreis im Arrondissement Agen im Département Lot-et-Garonne und in der früheren Region Aquitanien.

## Gemeinden
Der Kanton umfasste die Wahlberechtigten aus zwei Gemeinden und einen Teil der Stadt Agen (angegeben ist die Gesamteinwohnerzahl):
| Gemeinde      | Einwohner Jahr | Fläche km² | Bevölkerungsdichte | Code INSEE | Postleitzahl |
| ------------- | -------------- | ---------- | ------------------ | ---------- | ------------ |
| Agen          | 34.344 (2013)  | –          | – Einw./km²        | 47001      | 47000        |
| Bajamont      | 975 (2013)     | 12,2       | 80 Einw./km²       | 47019      | 47480        |
| Pont-du-Casse | 4239 (2013)    | 19,1       | 222 Einw./km²      | 47209      | 47480        |